# Fumera de la Fàbrica Weger
La Fumera de la Fàbrica Weger és un element arquitectònic del municipi de Reus (Baix Camp) inclòs en l'Inventari del Patrimoni Arquitectònic de Catalunya.

## Descripció
De 50 metres d'alçada presenta molt bon estat de conservació. Dissenyada per l'enginyer industrial Joan Tarrats, està fabricada en maó massís, tant el tronc com el seu suport, de planta quadrada i amb les arestes sobresortides. La fumera és un llarg cos cilíndric d'amplada decreixent rematat per l'element potser més singular del conjunt, una galeria d'arcs cecs rebaixats suportada per falsos capitells amb una sanefa al damunt, tot plegat fet també amb maó.

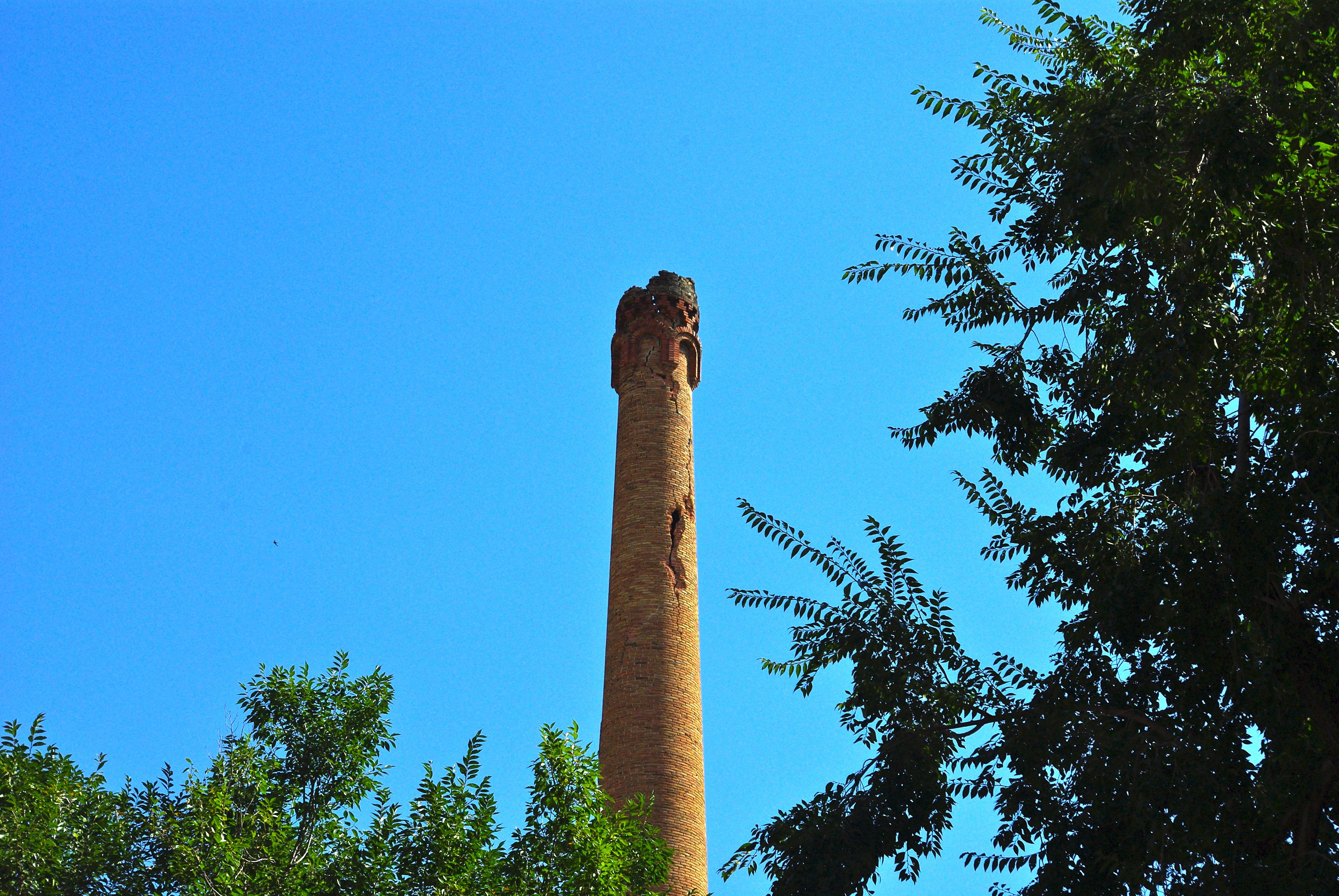
Fumera de la Fàbrica Weger amb una esquerda produïda per un llamp

## Història
Des de l'any 1886 existia al solar una fàbrica propietat de Jaume Pahí Vinyes, dedicada a l'elaboració de crémor tàrtar, que s'utilitzava bàsicament per a la panificació, per a la preparació de vins i begudes refrescants i en farmàcia. El 1909 Pahí va fer societat amb la firma alemanya "Chemische Fabrik Budenheim Ultz Hensel", que envià com a delegat a Reus a Emili Weger, que després es convertí en l'únic continuador del negoci i el nom del qual va quedar vinculat a la fàbrica. Popularment se la coneixia com "la fàbrica dels alemanys". L'edifici de la fàbrica, que es conserva en part, dedicat ara a activitats d'oci, és obra de Pere Caselles, signat, com sempre, per Pau Monguió. Davant de les naus industrials s'aixeca la fumera cilíndrica, que, segons explica Pere Anguera, recollint un rumor que considera fals amb tota probabilitat, hauria servit d'antena perquè el seu propietari pogués emetre, a través d'una emissora instal·lada en el seu interior, missatges als exèrcits de l'imperi durant la Primera Guerra Mundial. Emili Weger visqué a Reus des del 1909 fins al 1963, any en què va morir, integrant-se a la vida de la ciutat. La fàbrica va estar en actiu fins al 1984.
El 27 de setembre de 2015, un llamp va esquerdar la fumera. Davant del perill que caigués per una ventada els tècnics van decidir desmuntar-la peça a peça i deixar al propietari o promotor la seva reconstrucció.

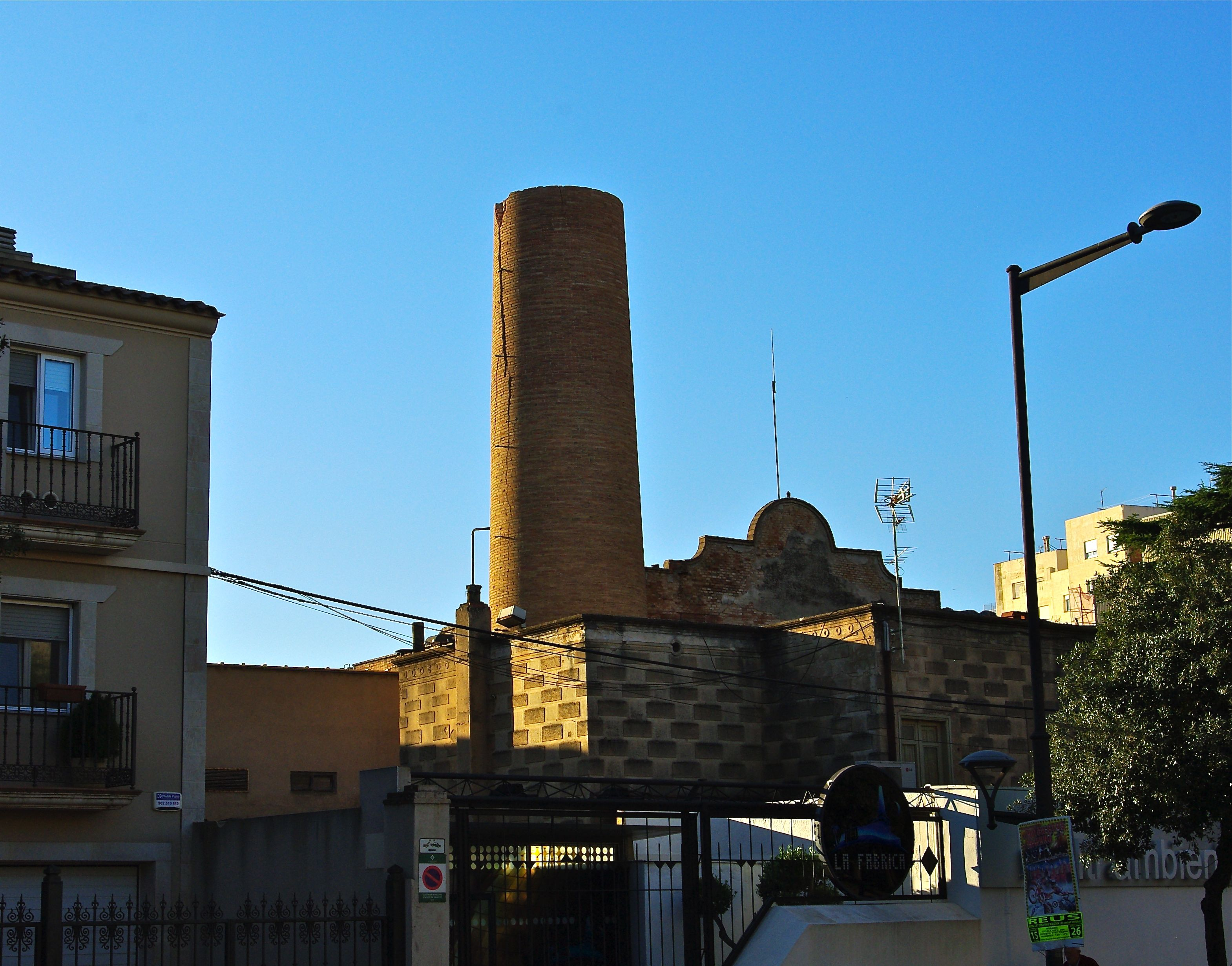
Estat actual de la fumera després del desmuntatge (octubre de 2015)